# Jagdshof
Jagdshof ist ein Ortsteil von Föritztal im Landkreis Sonneberg in Thüringen.

## Lage
Jagdshof liegt südöstlich von Judenbach am Südhang des 689 Meter über NN hohen Jagdsthofer Berges im Frankenwald. Mit der Kreisstraße 1, die Anschluss an die Landesstraße 2661 hat, ist der Ort an den Verkehr angeschlossen.

## Geschichte
1340 wurde das Dorf erstmals urkundlich genannt.
Im landwirtschaftlich geprägten Ort fehlte es noch im späten 19. Jahrhundert an dauerhaften Erwerbsgelegenheiten für die Winterzeit, ein Kronacher Unternehmer Carl Kochniss bemerkte das und richtete eine Maskenmanufaktur ein, die Karnevals- und Saisonartikel konnte er mit großem Erfolg in den Kölner Raum exportierten.
Am 1. Juli 1950 wurde die bis dahin eigenständige Gemeinde Mönchsberg nach Jagdshof eingegliedert. Seit dem 1. Juli 1994 war Jagdshof
ein Ortsteil von Judenbach und ging mit diesem am 6. Juli 2018  in der neuen Gemeinde Föritztal auf.

## Dialekt
In Jagdshof wird der mainfränkische Dialekt Itzgründisch gesprochen.

## Persönlichkeiten
- Volkmar Hammerschmidt (1934–2001), Maler und Grafiker